# Alyn and Deeside (circonscription du Senedd)
Ne doit pas être confondue avec Alyn and Deeside, une circonscription parlementaire de la Chambre des communes.
Pour les articles homonymes, voir Alyn and Deeside.
Alyn and Deeside est une circonscription du Senedd dite de comté utilisée dans le cadre d’un scrutin uninominal pour les élections générales du Parlement gallois. Créée en 1999, elle appartient à la région électorale de North Wales.
Jack Sargeant est le membre du Senedd représentant la circonscription depuis l’élection partielle de 2018. Il siège à la chambre dans le groupe du Labour.

## Histoire

### Création de la circonscription
Les circonscriptions de l’Assemblée (Assembly constituencies  en anglais) sont des divisions électorales du territoire du pays de Galles créées à compter du 1er décembre 1998 par le Government of Wales Act 1998 pour les élections de l’Assemblée nationale du pays de Galles et utilisées à partir du 6 mai 1999, jour du premier scrutin dévolu,.
Ainsi, la circonscription d’Alyn and Deeside est pour la première fois employée à partir des élections de l’Assemblée de 1999 comme 39 autres circonscriptions. Ses limites se calquent sur celles de la circonscription parlementaire (parliamentary constituency en anglais) d’Alyn and Deeside, qui est une circonscription dite de comté d’après le Parliamentary Constituencies Act 1986 (en),,.
La définition originelle de la circonscription est décrite dans le Parliamentary Constituencies (Wales) Order 1995, un décret en Conseil redistribuant les sièges gallois du Parlement du Royaume-Uni sur la base des zones de gouvernement local établies au 16 décembre 1994 et utilisé pour les élections générales de la Chambre des communes depuis 1997. À son sens, la circonscription d’Alyn and Deeside englobe un territoire compris sur le seul district d’Alyn and Deeside et toutes ses sections électorales.

### Découpage de 2006
Un découpage des circonscriptions parlementaires et de l’Assemblée est opéré par le Parliamentary Constituencies and Assembly Electoral Regions (Wales) Order 2006 à partir des zones principales en usage au 31 janvier 2005. Ce décret en Conseil est mis en œuvre à partir des élections législatives galloises de 2007, et, à l’entrée en vigueur du Government of Wales Act 2006, il devient la base légale délimitant les circonscriptions et régions électorales de l’Assemblée,.
Le décret donne une nouvelle définition des limites de la circonscription d’Alyn and Deeside désormais établie à partir d’une partie du comté de Flintshire localisée sur vingt-sept de ses sections électorales. Cependant, comme pour 16 autres circonscriptions, il n’altère pas les limites du territoire de la circonscription,.

## Description

### Toponymie
La seule dénomination officielle de la circonscription est celle d’Alyn and Deeside County Constituency (littéralement en anglais, la « circonscription de comté d’Alyn and Deeside ») d’après le Parliamentary Constituencies and Assembly Electoral Regions (Wales) Order 2006, plus simplement abrégée en Alyn and Deeside,.
Cependant, en gallois, elle est adaptée en Alun a Glannau Dyfrdwy.

### Données démographiques
| Année | Population | Superficie (en km2) | Densité de population (en hab./km2) |
| ----- | ---------- | ------------------- | ----------------------------------- |
| 1991  | 70 910     |                     |                                     |
| 2001  | 78 967     | 154,87              | 510                                 |
| 2011  | 82 505     | 154,87              | 333                                 |

Le dernier recensement de la population en vigueur en Angleterre et au pays de Galles est celui opéré par l’Office for National Statistics en 2011.
Selon ce recensement, la circonscription d’Alyn and Deeside admet une population résidentielle (usual residents en anglais) de 82 505 habitants, au dessus de la moyenne par circonscription évaluée à 76 586 habitants. Elle est ainsi la neuvième circonscription la plus peuplée des circonscriptions du Senedd derrière celle de Monmouth (8e rang) et devant celle de Llanelli (10e rang).
Du point de vue de la surface, avec ses 154,87 km2, elle est la 17e circonscription la moins étendue. Aussi, sa densité de population de 533 hab/km2 s’établit au dessus de la moyenne du pays de Galles.

### Système électoral
Les élections générales du Parlement gallois sont un système parallèle associant un scrutin majoritaire et un scrutin proportionnel qualifié de système du membre additionnel (additional member system en anglais, abrégé en AMS).
L’élection d’un représentant de circonscription est conduite dans le cadre d’un scrutin uninominal majoritaire à un tour (first-past-the-post). Selon ce système électoral, le candidat élu est celui ayant reçu le plus grand nombre de voix au premier et seul tour du scrutin. Une majorité simple (et non absolue) est donc requise pour gagner l’élection dans la circonscription.
Simultanément à l’élection du représentant de circonscription se déroule une autre élection, celle-ci au scrutin de liste bloquée, dans laquelle sont désignés 4 représentants régionaux en fonction des résultats des partis politiques à l’échelle des circonscriptions d’une région électorale. Ainsi, le scrutin corrige proportionnellement la somme des sièges obtenus par les partis dans les circonscriptions en distribuant les sièges régionaux selon le rapport de voix par sièges d’après la méthode d’Hondt. Plus un parti politique obtient de circonscriptions dans une région électorale donnée, moins il se voit attribuer de sièges régionaux dans celle-ci et inversement, mois il en obtient, plus il a de sièges régionaux sous réserve d’atteindre un seuil.

### Région électorale
D’après l’European Parliamentary Constituencies (Wales) Order 1994, la circonscription d’Alyn and Deeside est, avec celles de Caernarfon, de Clwyd South, de Clwyd West, Conwy, de Delyn, de Vale of Clwyd, de Wrexham et d’Ynys Môn, l’une des composantes de la région électorale de North Wales en 1999,,.
La composition de la région électorale est substantiellement modifiée par le Parliamentary Constituencies and Assembly Electoral Regions (Wales) Order 2006 en raison de la création de deux circonscriptions (Aberconwy et Arfon) et la suppression de deux autres (Conwy et Caernarfon) à partir des élections générales de 2007. Aussi, compte tenu de la création de Dwyfor Meirionnydd, les frontières entre le North Wales et le Mid and West Wales sont redéfinies,.

## Représentants

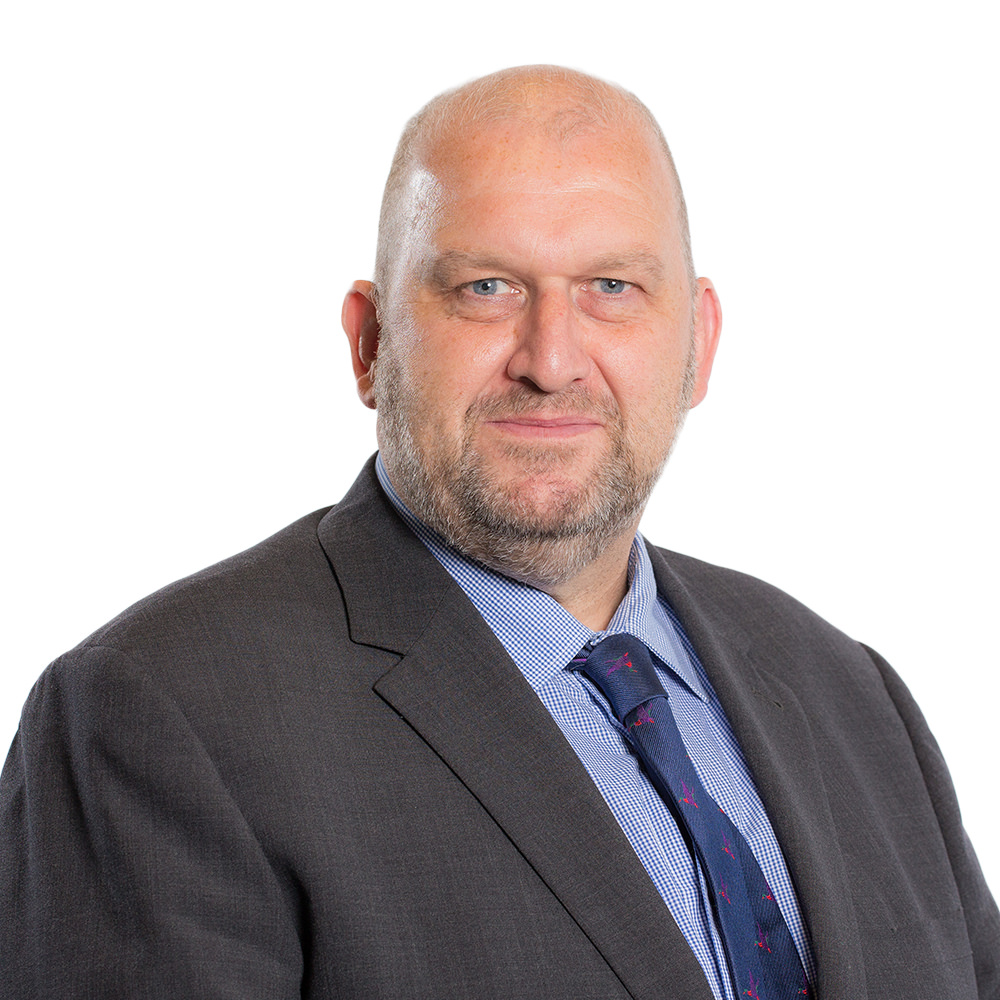
Carl Sargeant (de 2003 à 2017)
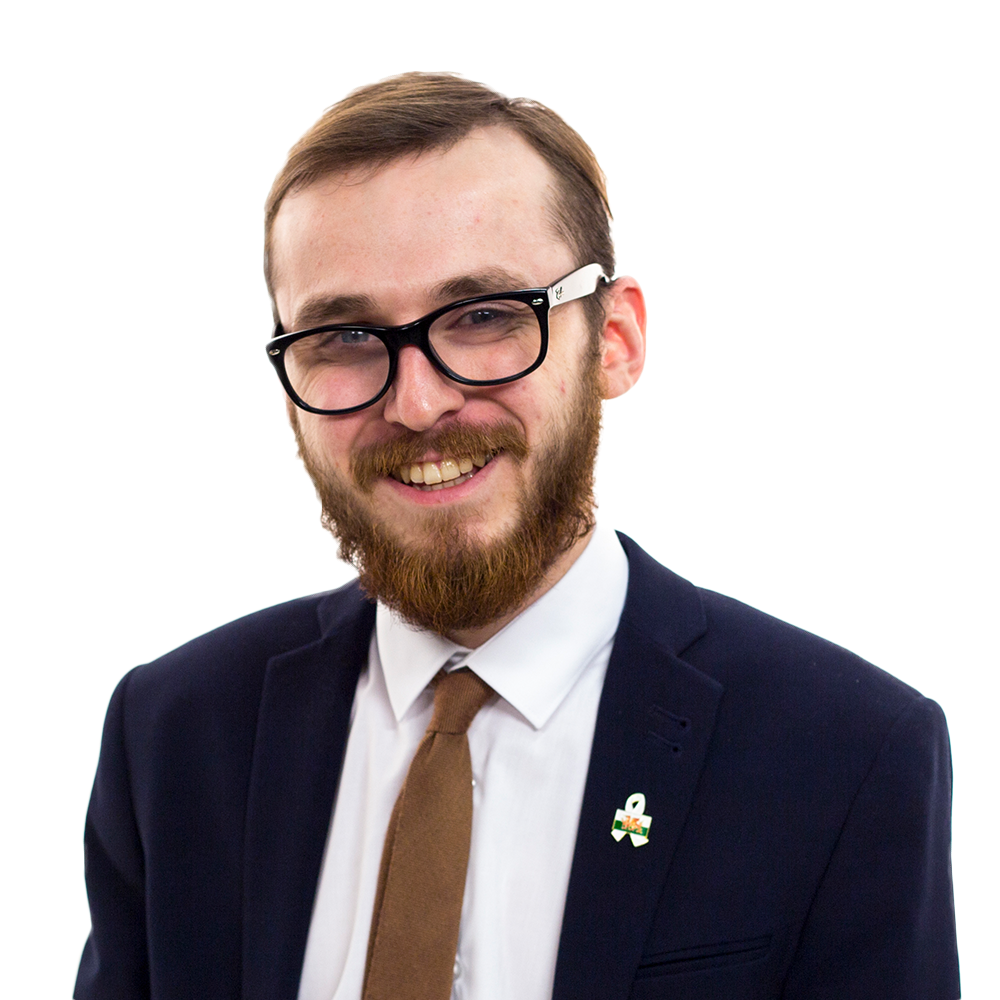
Jack Sargeant (depuis 2018)

| Mandature | Période              | Période                 | Membre          | Groupe | Fonction |
| --------- | -------------------- | ----------------------- | --------------- | ------ | --- |
| Ire       | 7 mai 1999           | 30 avril 2003           | Tom Middlehurst | Labour | Secrétaire à l’Éducation des plus de 16 ans et à la Formation (1999-2000) |
| IIe       | 2 mai 2003           | 2 mai 2007              | Carl Sargeant   | Labour | |
| IIIe      | 4 mai 2007           | 31 mars 2011            | Carl Sargeant   | Labour | Vice-ministre des Affaires d’assemblée (2007) Whip en chef (2007-2009) Ministre de la Justice sociale et du Gouvernement local (2009-2011)                                               |
| IVe       | 6 mai 2011           | 5 avril 2016            | Carl Sargeant   | Labour | Ministre du Gouvernement local et des Communautés (2011-2013) Ministre du Logement et de la Régénération (2013-2014) Ministre des Ressources naturelles et de l’Alimentation (2014-2016) |
| Ve        | 6 mai 2016           | 7 novembre 2017 (décès) | Carl Sargeant   | Labour | Secrétaire de cabinet aux Communautés et aux Enfants (2016-2017) |
| Ve        | 7 février 2018       | 29 avril 2021           | Jack Sargeant   | Labour | |
| VIe       | Depuis le 8 mai 2021 | Depuis le 8 mai 2021    | Jack Sargeant   | Labour | Président du comité des Pétitions (depuis 2021) |

- Carl Sargeant 
 (de 2003 à 2017)
- Jack Sargeant 
 (depuis 2018)

## Résultats électoraux

### Évolution électorale
Pour des raisons techniques, il est temporairement impossible d'afficher le graphique qui aurait dû être présenté ici.

### Détails des élections

#### Élection de 1999
| Candidat                   | Candidat                                               | Étiquette                  | Parti                      | Vote   | Vote   | Vote |  |
| Candidat                   | Candidat                                               | Étiquette                  | Parti                      | Voix   | %      | ±    |  |
| -------------------------- | ------------------------------------------------------ | -------------------------- | -------------------------- | ------ | ------ | ---- |  |
|                            | Tom Middlehurst                                        | LAB                        | Welsh Labour               | 9 772  | 51,35  | ND   |  |
|                            | Neil Formstone                                         | CON                        | Welsh Conservatives        | 3 413  | 17,93  | ND   |  |
|                            | Ann Owen                                               | PC                         | Plaid Cymru                | 2 304  | 12,11  | ND   |  |
|                            | Jeff Clarke                                            | LD                         | Welsh Liberal Democrats    | 1 879  | 9,87   | ND   |  |
|                            | John Cooksey                                           | IND                        | Independent                | 1 333  | 7,00   | ND   |  |
|                            | Glyn Davies                                            | WCP                        | Welsh Communist Party      | 329    | 1,73   | ND   |  |
|                            |                                                        |                            |                            |        |        |      |  |
| Majorité                   | Majorité                                               | Majorité                   | Majorité                   | 6 359  | 33,41  | ND   |  |
| Transfert de Butler        | Transfert de Butler                                    | Transfert de Butler        | Transfert de Butler        |        |        | ND   |  |
|                            |                                                        |                            |                            |        |        |      |  |
| Corps électoral            | Corps électoral                                        | Corps électoral            | Corps électoral            | 59 386 | 100,00 |      |  |
| Abstention, blancs et nuls | Abstention, blancs et nuls                             | Abstention, blancs et nuls | Abstention, blancs et nuls | 40 356 | 67,96  |      |  |
| Exprimés                   | Exprimés                                               | Exprimés                   | Exprimés                   | 19 030 | 32,04  | ND   |  |
|                            |                                                        |                            |                            |        |        |      |  |
|                            | Le Labour remporte le siège (nouvelle circonscription) |                            |                            |        |        |      |  |

#### Élection de 2003
| Candidat                   | Candidat                    | Étiquette                  | Parti                             | Vote   | Vote   | Vote  |  |
| Candidat                   | Candidat                    | Étiquette                  | Parti                             | Voix   | %      | ±     |  |
| -------------------------- | --------------------------- | -------------------------- | --------------------------------- | ------ | ------ | ----- |  |
|                            | Carl Sargeant               | LAB                        | Welsh Labour                      | 7 036  | 46,71  | 4,64  |  |
|                            | Matthew Wright              | CON                        | Welsh Conservatives               | 3 533  | 23,45  | 5,52  |  |
|                            | Paul Brighton               | LD                         | Welsh Liberal Democrats           | 2 509  | 16,66  | 6,79  |  |
|                            | Richard Coombs              | PC                         | Plaid Cymru                       | 1 160  | 7,70   | 4,4   |  |
|                            | William Crawford            | UKIP                       | United Kingdom Independence Party | 826    | 5,48   | ND    |  |
|                            |                             |                            |                                   |        |        |       |  |
| Majorité                   | Majorité                    | Majorité                   | Majorité                          | 3 503  | 23,25  | 10,16 |  |
| Transfert de Butler        | Transfert de Butler         | Transfert de Butler        | Transfert de Butler               |        |        | 5,08  |  |
|                            |                             |                            |                                   |        |        |       |  |
| Corps électoral            | Corps électoral             | Corps électoral            | Corps électoral                   | 60 518 | 100,00 |       |  |
| Abstention, blancs et nuls | Abstention, blancs et nuls  | Abstention, blancs et nuls | Abstention, blancs et nuls        | 45 454 | 75,18  |       |  |
| Exprimés                   | Exprimés                    | Exprimés                   | Exprimés                          | 15 064 | 24,89  | 7,15  |  |
|                            |                             |                            |                                   |        |        |       |  |
|                            | Le Labour conserve le siège |                            |                                   |        |        |       |  |

#### Élection générale de 2007
| Candidat                   | Candidat                    | Étiquette                  | Parti                             | Vote   | Vote   | Vote  |  |
| Candidat                   | Candidat                    | Étiquette                  | Parti                             | Voix   | %      | ±     |  |
| -------------------------- | --------------------------- | -------------------------- | --------------------------------- | ------ | ------ | ----- |  |
|                            | Carl Sargeant               | LAB                        | Welsh Labour                      | 8 196  | 38,85  | 7,86  |  |
|                            | Will Gallagher              | CON                        | Welsh Conservatives               | 4 834  | 22,92  | 0,53  |  |
|                            | Denise Hutchinson           | IND                        | Indépendant                       | 3 241  | 15,36  | ND    |  |
|                            | Paul Brighton               | LD                         | Welsh Liberal Democrats           | 2 091  | 9,91   | 6,75  |  |
|                            | Richard Coombs              | PC                         | Plaid Cymru                       | 1 398  | 6,63   | 1,07  |  |
|                            | William Crawford            | UKIP                       | United Kingdom Independence Party | 1 335  | 6,33   | 0,85  |  |
|                            |                             |                            |                                   |        |        |       |  |
| Majorité                   | Majorité                    | Majorité                   | Majorité                          | 3 362  | 15,94  | 7,31  |  |
| Transfert                  | Transfert                   | Transfert                  | Transfert                         |        |        | 3,67  |  |
|                            |                             |                            |                                   |        |        |       |  |
| Corps électoral            | Corps électoral             | Corps électoral            | Corps électoral                   | 59 355 | 100,00 |       |  |
| Abstention, blancs et nuls | Abstention, blancs et nuls  | Abstention, blancs et nuls | Abstention, blancs et nuls        | 38 260 | 64,46  |       |  |
| Exprimés                   | Exprimés                    | Exprimés                   | Exprimés                          | 21 095 | 35,54  | 10,65 |  |
|                            |                             |                            |                                   |        |        |       |  |
|                            | Le Labour conserve le siège |                            |                                   |        |        |       |  |

#### Élection générale de 2011
| Candidat            | Candidat                    | Étiquette           | Parti                   | Vote   | Vote   | Vote  |  |
| Candidat            | Candidat                    | Étiquette           | Parti                   | Voix   | %      | ±     |  |
| ------------------- | --------------------------- | ------------------- | ----------------------- | ------ | ------ | ----- |  |
|                     | Carl Sargeant               | LAB                 | Welsh Labour            | 11 978 | 52,61  | 13,76 |  |
|                     | John Bell                   | CON                 | Welsh Conservatives     | 6 397  | 28,10  | 5,18  |  |
|                     | Peter Williams              | LD                  | Welsh Liberal Democrats | 1 725  | 7,58   | 2,33  |  |
|                     | Shane Brennan               | PC                  | Plaid Cymru             | 1 710  | 7,51   | 0,88  |  |
|                     | Michael Joseph Whitby       | BNP                 | British National Party  | 959    | 4,21   | ND    |  |
|                     |                             |                     |                         |        |        |       |  |
| Majorité            | Majorité                    | Majorité            | Majorité                | 5 581  | 24,51  | 8,57  |  |
| Transfert de Butler | Transfert de Butler         | Transfert de Butler | Transfert de Butler     |        |        | 4,29  |  |
|                     |                             |                     |                         |        |        |       |  |
| Corps électoral     | Corps électoral             | Corps électoral     | Corps électoral         | 61 751 | 100,00 |       |  |
| Abstention          | Abstention                  | Abstention          | Abstention              | 38 803 | 62,84  |       |  |
| Participation       | Participation               | Participation       | Participation           | 22 948 | 37,16  |       |  |
| Exprimés            | Exprimés                    | Exprimés            | Exprimés                | 22 769 | 36,87  | 1,33  |  |
| Blancs et nuls      | Blancs et nuls              | Blancs et nuls      | Blancs et nuls          | 179    | 0,29   |       |  |
|                     |                             |                     |                         |        |        |       |  |
|                     | Le Labour conserve le siège |                     |                         |        |        |       |  |

#### Élection générale de 2016
| Candidat                   | Candidat                    | Étiquette                  | Parti                             | Vote   | Vote   | Vote |  |
| Candidat                   | Candidat                    | Étiquette                  | Parti                             | Voix   | %      | ±    |  |
| -------------------------- | --------------------------- | -------------------------- | --------------------------------- | ------ | ------ | ---- |  |
|                            | Carl Sargeant               | LAB                        | Welsh Labour                      | 9 922  | 45,73  | 6,88 |  |
|                            | Mike Gibbs                  | CON                        | Welsh Conservatives               | 4 558  | 21,01  | 7,09 |  |
|                            | Michelle Brown              | UKIP                       | United Kingdom Independence Party | 3 765  | 17,35  | ND   |  |
|                            | Jacqui Hurst                | PC                         | Plaid Cymru                       | 1 944  | 8,96   | 1,45 |  |
|                            | Peter Williams              | LD                         | Welsh Liberal Democrats           | 980    | 4,52   | 3,06 |  |
|                            | Martin Bennewith            | WGP                        | Wales Green Party                 | 527    | 2,43   | ND   |  |
|                            |                             |                            |                                   |        |        |      |  |
| Majorité                   | Majorité                    | Majorité                   | Majorité                          | 5 364  | 24,72  | 0,21 |  |
| Transfert de Butler        | Transfert de Butler         | Transfert de Butler        | Transfert de Butler               |        |        | 0,11 |  |
|                            |                             |                            |                                   |        |        |      |  |
| Corps électoral            | Corps électoral             | Corps électoral            | Corps électoral                   | 62 697 | 100,00 |      |  |
| Abstention, blancs et nuls | Abstention, blancs et nuls  | Abstention, blancs et nuls | Abstention, blancs et nuls        | 41 001 | 65,40  |      |  |
| Exprimés                   | Exprimés                    | Exprimés                   | Exprimés                          | 21 696 | 34,60  | 2,27 |  |
|                            |                             |                            |                                   |        |        |      |  |
|                            | Le Labour conserve le siège |                            |                                   |        |        |      |  |

#### Élection partielle de 2018
| Candidat        | Candidat                    | Étiquette       | Parti                   | Vote   | Vote   | Vote  |  |
| Candidat        | Candidat                    | Étiquette       | Parti                   | Voix   | %      | ±     |  |
| --------------- | --------------------------- | --------------- | ----------------------- | ------ | ------ | ----- |  |
|                 | Jack Sargeant               | LAB             | Welsh Labour            | 11 267 | 60,65  | 14,92 |  |
|                 | Sarah Atherton              | CON             | Welsh Conservatives     | 4 722  | 25,42  | 4,41  |  |
|                 | Donna Lalek                 | LD              | Welsh Liberal Democrats | 1 176  | 6,33   | 1,81  |  |
|                 | Carrie Harper               | PC              | Plaid Cymru             | 1 059  | 5,70   | 3,26  |  |
|                 | Duncan Rees                 | WGP             | Wales Green Party       | 353    | 1,90   | 0,53  |  |
|                 |                             |                 |                         |        |        |       |  |
| Majorité        | Majorité                    | Majorité        | Majorité                | 6 545  | 35,23  | 10,51 |  |
| Transfert       | Transfert                   | Transfert       | Transfert               |        |        | 5,26  |  |
|                 |                             |                 |                         |        |        |       |  |
| Corps électoral | Corps électoral             | Corps électoral | Corps électoral         | 64 053 | 100,00 |       |  |
| Abstention      | Abstention                  | Abstention      | Abstention              | 45 435 | 70,93  |       |  |
| Participation   | Participation               | Participation   | Participation           | 18 618 | 29,07  |       |  |
| Exprimés        | Exprimés                    | Exprimés        | Exprimés                | 18 577 | 29,00  | 5,6   |  |
| Blancs et nuls  | Blancs et nuls              | Blancs et nuls  | Blancs et nuls          | 41     | 0,06   |       |  |
|                 |                             |                 |                         |        |        |       |  |
|                 | Le Labour conserve le siège |                 |                         |        |        |       |  |